# Askam and Ireleth
Askam and Ireleth – civil parish w Anglii, w Kumbrii, w dystrykcie (unitary authority) Westmorland and Furness. Leży 80 km na południe od miasta Carlisle i 363 km na północny zachód od Londynu. W 2011 roku civil parish liczyła 3462 mieszkańców.